# 陸上競技マガジン
『陸上競技マガジン』（りくじょうきょうぎマガジン）はベースボール・マガジン社が発行する月刊の陸上競技専門雑誌。日本陸上競技連盟機関誌でもある。

## 概要
日本初の月刊陸上競技専門誌として創刊

## 沿革
- 1951年、創刊。
- 2001年、創刊50周年を迎えた。

## コーナー
- NAC Talk Relay
- STATS
- 突然ですがおじゃまします！
- 青春の火は燃ゆ
- ようこそ！ 私たちのチームへ
- 陸マガ記録室
- 読者のひろば
- NARUHODO the HISTORY
- 競技力アップのボディコントロール
- 純ちゃんの今日のこんだて
- スポーツドクターの診断書
- 自己記録更新のためのボディコンディショニング
- 競技力向上のためのイベント情報
- ブカツの未来
- 陸マガ突撃隊が行く！ お道具拝見!!
- トレーニングワイド
- 陸連時報（日本陸上競技連盟機関誌）

過去
- What's up?（谷川聡が連載していた、谷川のアメリカ留学記）
- 若葉のころ
- 陸マガ持ち物検査
- あのころ
- あすの技術
- あすれちっくWeb
- 投てき夫婦、ドイツで修行中（成瀬美代子と成瀬真一郎が連載していた）
- 座右の銘
- あのころ
- 八木たまみのちょっときかせて
- 飛ぶソクラテス（陸連時報）
- 輝ける日本陸上（陸連時報）
- 日本陸上タイムトラベル（陸連時報）
- 乃木坂46 柏幸奈のロンドンの星を探せ（2012年6月号・7月号・8月号・10月号）

## 備考
- 雑誌内のコーナーのタイトルでも使われる「リクマガ」が購読者の間での略称になっている
- ベースボール・マガジン社が発行しているスポーツ雑誌の中で、50音順で最後に来る雑誌であったが、1999年にワールドサッカーマガジンが創刊されたため、後ろから2番目になった。
- 箱根駅伝、高校駅伝、全国高等学校総合体育大会陸上競技大会の際には、別冊付録が製作される。また、世界選手権などのイベントが開催される際には、増刊号が製作される。箱根駅伝に際しては、別冊付録のほかに、増刊号が製作される。
- 定価は920円である。しかし、ほとんどの号で特別定価が設定されており（950円～980円が多い）、920円で販売されることはめったにない。
- 毎年3月中旬には前年度の記録集計号が発行される。一般、高校、中学の男女別100傑と共に、各部門の歴代50傑も掲載される。なお世界50傑（世界100傑以内に相当する日本人選手は別掲で表示）、世界歴代50傑も掲載される。ただし、これらは全国各地の陸上競技協会や日本学生陸上競技連合、高体連、中体連などからの情報をもとにしている為に、編集締め切りに間に合わなかった場合の記録漏れや選手名の誤字、脱字が毎回数件見られる。
- 雑誌内では予め、一般、高校、中学の男女別に掲載する記録の標準記録を定めており、春先に掲載されている。そして標準記録は満たしているが、記録集計号からは漏れた（100傑に入れなかった）選手全てが後日の雑誌内できちんと掲載される。